# 瀧定名古屋
瀧定名古屋株式会社（たきさだなごや、英: TAKISADA-NAGOYA CO., LTD.） は、愛知県名古屋市中区に本社を置く大手繊維専門商社である。

## 概要
1864年（元治元年）創業の老舗繊維商社。創業者の初代瀧定助が本家（タキヒヨー創業家）から「絹屋定助」の暖簾を継承し、名古屋市東万町（現・中区丸の内2丁目）で呉服商を営んだのがはじまり。2001年（平成13年）には、瀧定株式会社の会社分割に伴い瀧定名古屋と瀧定大阪（現・スタイレム瀧定大阪）に分割された。

## 沿革
- 1864年（元治元年） - 瀧定創業[5]。
- 1906年（明治39年）2月1日 - 瀧定合名会社を設立[5]。同時に大阪支店を開設。
- 1940年（昭和15年）12月12日 - 株式会社瀧定商店を設立[5]。
- 1943年（昭和18年）7月1日 - 瀧定株式会社に商号を変更[5]。
- 1964年（昭和39年） - 創業100周年を迎える。
- 2001年（平成13年）8月1日 - 会社分割に伴い瀧定名古屋株式会社に商号を変更[5]。

## 事業所
- 名古屋本社（愛知県名古屋市中区）
- 東京連絡所（東京都渋谷区）
- 大阪連絡所（大阪府大阪市中央区）
- 上海連絡所（上海）

## 関連会社
- 株式会社セクション・ワン[1]
- 株式会社ビアン[5]
- 株式会社TAKISADA TECHNICAL SUCCESSOR（旧株式会社ティー・エス・ロジスティックス）[1]
- 株式会社グラックジャパン
- 瀧定紡織品（上海）有限公司[1]
- 瀧定香港有限公司[1]
- TAKISADA (COMBODIA)[1]